# Манфред фон Кларі унд Альдрінґен
Граф Манфред фон Кларі унд Альдрінґен (нім. Manfred Graf von Clary und Aldringen; *30 травня 1852, Відень — †12 лютого 1928 замок Хернан поблизу Зальцбурга) — австро-угорський державний діяч, міністр-президент Цислейтанії в 1899. Нащадок фельдмаршала Кутузова (через бабусю, Доллі Фікельмон).

## Біографія
Походив з богемського княжого роду Кларі унд Альдрінґен, син Едмунда Моріца фон Кларі унд Альдрінґена (1813-1894). Молодший брат австро-угорського дипломата Зіґфріда фон Кларі унд Альдрінгґена. Онук Голови уряду Австрійської імперії (1848) Карлі Людвіга фон Фікельмона. У 1884 одружився з графинею Францискою Пеячевіч фон Ферекце, що походила з хорватської гілки князів Естергазі фон Галанта. У сім'ї народилося двоє дітей.
Навчався на юридичному факультеті Віденського університету. У 1877 вступив на державну службу. З 1888 — окружний начальник (Bezirkshauptmann) віденського району Вінер-Нойштадт. 22 лютого 1896 призначений намісником (ландпрезидентом) Австрійської Сілезії.
1 грудня 1898 призначений штатгальтером Штирії, займав цей пост (з невеликою перервою) аж до розпаду Австро-Угорської імперії в 1918.
2 жовтня — 21 грудня 1899 — міністр-президент Цислейтанії, одночасно займав пост міністра землеробства. Вступивши на посаду глави уряду, Кларі виявився в центрі політичної кризи, пов'язаної з обговоренням Закону про мови (Sprachenverordnung), відповідно до якого державні службовці в землях зі змішаним німецько-слов'янським населенням (перш за все — в Богемії) повинні були б володіти обома мовами. Зайняв пронімецьку позицію. Таким чином, він зміг домогтися завершення кампанії з блокування Рейхсрата, яку проводили німецькі націоналісти, проте відновити діяльність парламенту не зміг — протестувати почали чеські депутати, прихильники закону. Уряд був змушений здійснювати державне управління за допомогою надзвичайних постанов, ім'ям імператора. Ухвалення нового мовного законодавства було відкладено.
Після повернення в Штирію, Кларі реорганізував систему земельного управління, створив регіональний надзвичайний фонд. Успішно реалізовував заходи по боротьбі з туберкульозом. Під час Першої світової війни займав посаду керівника регіонального відділення Червоного Хреста.
Довгі роки був членом Палати панів (Heerenhaus) парламенту Цислейтанії.
Після розпаду Австро-Угорщини пішов з державних посад, залишок життя провів у родових маєтках в Австрії та Чехословаччини.